# Hervormde kerk (Garrelsweer)
De Nederlands Hervormde kerk van Garrelsweer is een eenvoudige zaalkerk met aangebouwde consistorie uit 1912 in het Groningse dorp Garrelsweer, die niet meer voor de eredienst gebruikt wordt. Het dorp had eerder een middeleeuwse kerk, die na de bouw van de nieuwe kerk is afgebroken. In 2001 werd de kerk aangewezen als rijksmonument.  
Het gebouw tussen de Stadsweg en het Damsterdiep is ontworpen door de architecten Harm Rozema en Gerhardus Hoekzema. Het gebouw werd in 2013 door de plaatselijke gemeente verkocht aan een particulier. In 2015 werd de kerk beschadigd door een aardbeving. De schade is hersteld.
Het kerkhof bij de kerk is apart aangewezen als rijksmonument, met name vanwege de grafzerken van de familie Tammens uit de 17e en 18e eeuw. Ook de Hervormde pastorie van (waarschijnlijk) architect Tonnus Klaas van Eerden uit 1931 is een rijksmonument.
Bij de afbraak van de middeleeuwse kerk is de luidklok uit 1695 van Claude Fremy overgebracht naar de nieuwe kerk. Toen die in 2013 verkocht werd is de klok in de Gereformeerde kerk geplaatst. Deze is ontworpen door architect Ytzen van der Veen, dateert uit 1908 en is nog voor PKN-kerkdiensten in gebruik. 

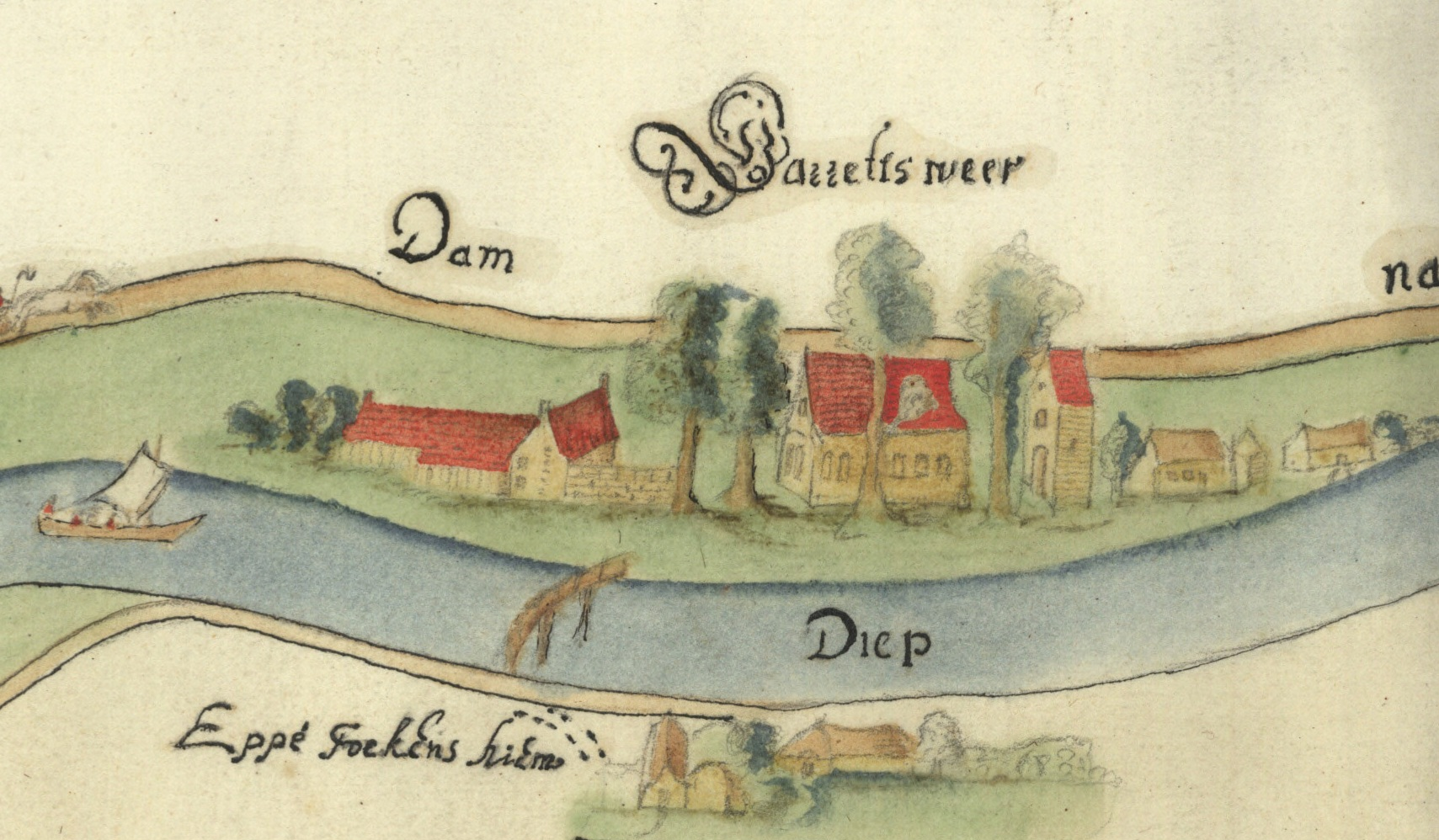
Garrelsweer met de middeleeuwse kerk met vrijstaande klokkentoren op een kaart van Egbert Haubois uit ca. 1645. De toren werd afgebroken rond 1800.
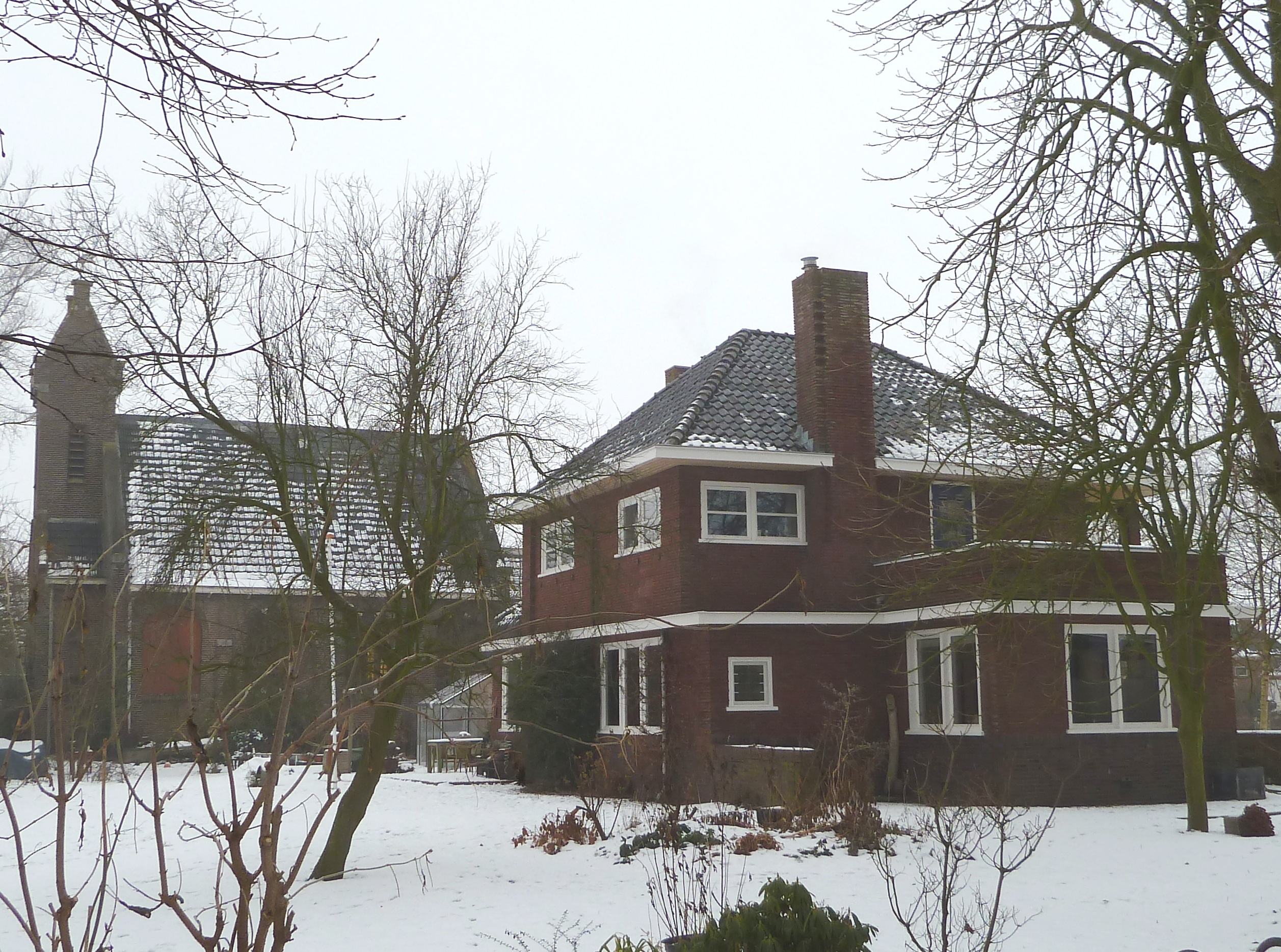
Pastorie (rijksmonument 517359)
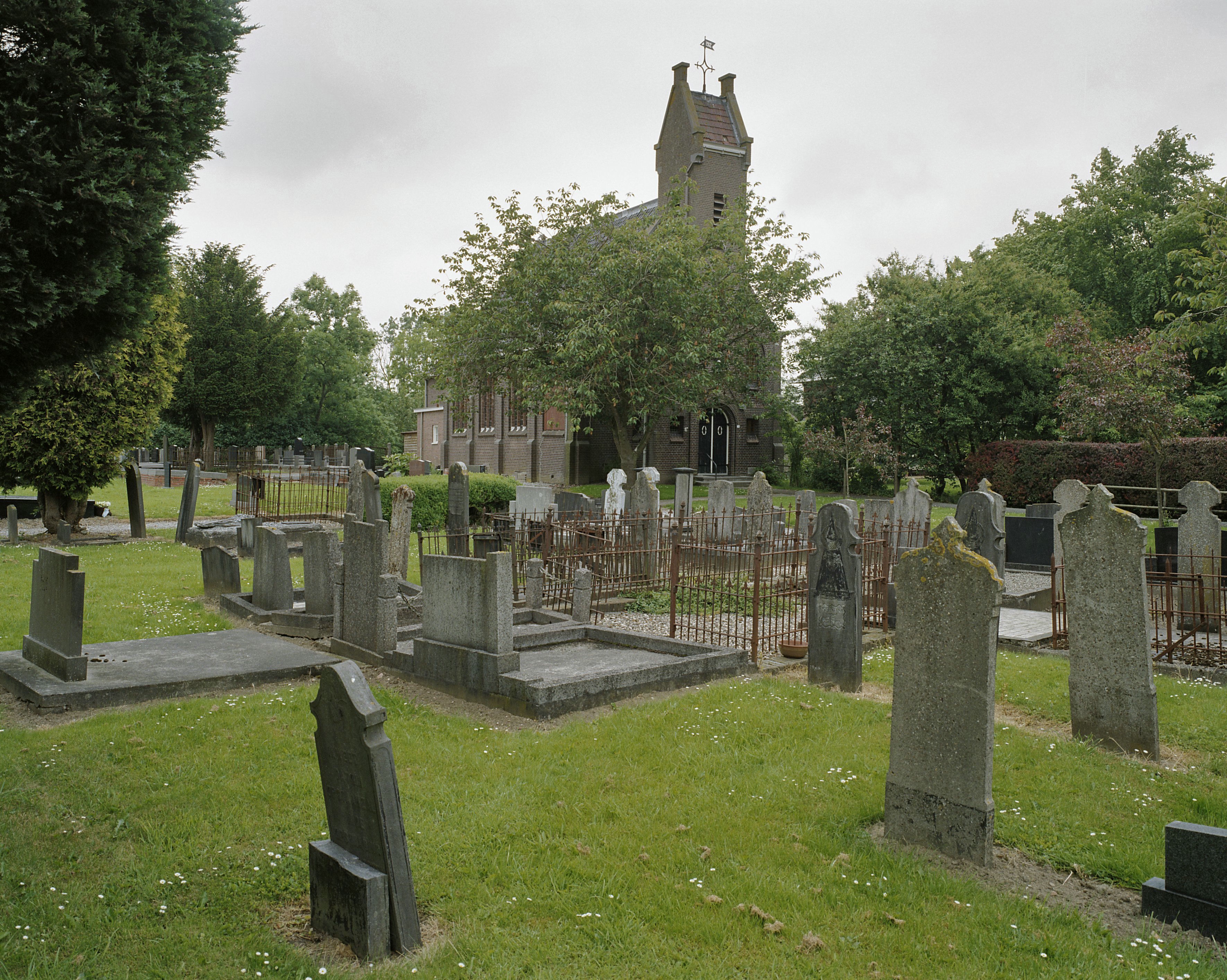
Kerkhof (rijksmonument 26268)